# 22833 Scottyu
22833 Scottyu è un asteroide della fascia principale. Scoperto nel 1999, presenta un'orbita caratterizzata da un semiasse maggiore pari a 2,2258296 UA e da un'eccentricità di 0,0648380, inclinata di 4,65628° rispetto all'eclittica.